# ГЕС Храмі І
ГЕС Храмі I — гідроелектростанція на півдні Грузії. Знаходячись перед ГЕС Храмі II, становить верхній ступінь в каскаді на річці Храмі, правій притоці Кури (басейн Каспійського моря).
У межах проєкту річку перекрили кам'яно-накидною греблею висотою 32 метри та довжиною 113 метрів, у якій для забезпечення непроникності використали мало поширене рішення — сталевий екран. Гребля утримує Цалкське водосховище з площею поверхні 33,7 км2 та об'ємом 312 млн м3, в тому числі корисний об'єм 292 млн м3.
Зі сховища через правобережний масив прокладено дериваційний тунель довжиною 7,5 км, який на завершальному етапі переходить у прокладені по схилу три напірні водоводи довжиною по 0,6 км. Крім того, в системі працює двокамерний запобіжний балансувальний резервуар (вирівнювальна камера).
Наземний машинний зал у 1947 році обладнали трьома турбінами типу Пелтон виробництва шведської компанії KMW, які у 1986-му замінили на вироби Ленінградського металічного заводу. Гідроагрегати потужністю по 37,6 МВт працюють при напорі 370 метрів та забезпечують виробництво 317 млн кВт·год електроенергії на рік.
Відпрацьована вода потрапляє у розташований за 0,15 км нижній балансувальний резервуар, звідки спрямовується на наступну станцію каскаду.
Видача продукції відбувається по ЛЕП, розрахованій на роботу під напругою 110 кВ.